# Canton de Nanteuil-le-Haudouin
Le canton de Nanteuil-le-Haudouin est une circonscription électorale française située dans le département de l'Oise et la région Hauts-de-France.

## Géographie
Ce canton est organisé autour de Nanteuil-le-Haudouin dans l'arrondissement de Senlis.

## Histoire
- De 1833 à 1848, les cantons de Betz et de Nanteuil-le-Haudouin avaient le même conseiller général. Le nombre de conseillers généraux était limité à 30 par département[5].

- Par décret du 20 février 2014, le nombre de cantons du département est divisé par deux, avec mise en application aux élections départementales de mars 2015. Le canton de Nanteuil-le-Haudouin est conservé et s'agrandit. Il passe de 19 à 46 communes[4].

## Représentation

### Conseillers généraux de 1833 à 2015
| Période | Période      | Identité                                                         | Étiquette            | Qualité |
| ------- | ------------ | ---------------------------------------------------------------- | -------------------- | --- |
| 1833    | 1865 (décès) | Théodore Eugène Lemaire                                          | Majorité dynastique  | Député de l'Oise au Corps législatif (1832-1848, 1849-1851, 1852-1865) Propriétaire, maire de Nanteuil-le-Haudouin |
| 1865    | 1900 (décès) | Gabriel de Morell d'Aubigny (1821-1900)                          | Droite               | Maire de Fontaine-les-Corps-Nuds                                                                                   |
| 1900    | 1921 (décès) | Guy Charles Léonor Raoul de Coëtnempren de Kersaint (1857-1921)  | Droite               | Propriétaire à Versigny                                                                                            |
| 1921    | 1934         | Henry de Coëtnempren de Kersaint (1881-1949)-(fils du précédent) | Conservateur puis RG | Maire de Versigny                                                                                                  |
| 1934    | 1940         | Jacques de Coëtnempren de Kersaint                               | RG                   | Maire de Versigny Nommé conseiller départemental en 1943                                                           |
|         |              |                                                                  |                      | |
| 1945    | 1951         | Jacques de Coëtnempren de Kersaint                               | DVD                  | Maire de Versigny                                                                                                  |
| 1951    | 1970         | Maurice Chevance                                                 | UNR puis UDR         | Général Ancien député de la Guinée (1945-1946) Propriétaire rue de Verneuil à Paris                                |
| 1970    | 1994         | Jean-Pierre Hanniet                                              | CIR puis PS          | Instituteur Maire de Nanteuil-le-Haudouin                                                                          |
| 1994    | 1998 (décès) | Charles de Coëtnempren de Kersaint (1929-1998)                   | RPR                  | Maire de Versigny                                                                                                  |
| 1998    | 2015         | Jean-Paul Douet                                                  | PS                   | Cadre retraité Maire de Montagny-Sainte-Félicité depuis 1989 Vice-Président du Conseil Général                     |

### Conseillers d'arrondissement (de 1833 à 1940)
| Période                                  | Période      | Identité                                             | Étiquette   | Qualité |
| ---------------------------------------- | ------------ | ---------------------------------------------------- | ----------- | --- |
| 1833                                     | 1848 (décès) | André François, Comte d'Ailly de Lagarde (1795-1848) |             | Propriétaire du château, maire de Rosières                                                                  |
|                                          |              |                                                      |             | |
| 1852                                     | 1855         | Léon Debat (1824-1892)                               |             | Avocat à la Cour Impériale de Paris, propriétaire, maire de Crouy-en-Thelle                                 |
| 1855                                     | 1871         | Marie Thibaut Roussel (1790-1873)                    |             | Cultivateur, maire de Borest                                                                                |
| 1871                                     | 1880         | Hector Lefèvre                                       |             | Propriétaire, maire de Ognes                                                                                |
| 1880                                     | 1889         | François Maxime Dély (1827-1903)                     | Républicain | Négociant en vins, propriétaire à Nanteuil-le-Haudouin                                                      |
| 1889                                     | 1904         | François Isidore Thiénard                            |             | Propriétaire à Ermenonville                                                                                 |
| 1904                                     | 1907         | M. Grenier                                           |             | Docteur en médecine à Nanteuil-le-Haudouin                                                                  |
| 1907                                     |              | M. Sallez                                            |             | Propriétaire à Boissy-Fresnoy                                                                               |
|                                          |              |                                                      |             | |
| 1925                                     | 1940         | Ernest Bacquet                                       | SFIO        | Maire de Nanteuil-le-Haudouin                                                                               |
| 1940                                     |              |                                                      |             | Les conseils d'arrondissement ont été suspendus par la loi du 12 octobre 1940 et n'ont jamais été réactivés |
| Les données manquantes sont à compléter. |              |                                                      |             | |

### Conseillers départementaux à partir de 2015
| Période élective | Période élective | Mandat | Mandat   | Identité       | Nuance | Nuance | Qualité |
| ---------------- | ---------------- | ------ | -------- | -------------- | ------ | ------ | --- |
| 2015             | 2021             | 2015   | 2021     | Nicole Colin   |        | LR     | Retraitée - Maire d'Acy-en-Multien (2014 → 2020) Vice-présidente chargée de l'amélioration du cadre de vie (environnement et patrimoine)                                                                |
| 2015             | 2021             | 2015   | 2021     | Gilles Sellier |        | LR     | Ancien gendarme, ancien gérant d’une société prestataire de services retraité Maire de Nanteuil-le-Haudouin (2014 → ) Conseiller départemental délégué, chargé de la mémoire et des anciens combattants |
| 2021             | 2028             | 2021   | en cours | Nicole Colin   |        | LR     | Conseillère sortante, Vice-présidente chargée des personnes âgées et des personnes handicapées |
| 2021             | 2028             | 2021   | en cours | Gilles Sellier |        | LR     | Conseiller sortant, Vice-président chargé de la sécurité et de la protection civile |

### Résultats détaillés

#### Élections de mars 2015
À l'issue du 1er tour des élections départementales de 2015, deux binômes sont en ballottage : Julien Bourlon et Sandra Tellier (FN, 38,61 %) et Nicole Colin et Gilles Sellier (Union de la Droite, 28,23 %). Le taux de participation est de 49,82 % (10 804 votants sur 21 684 inscrits) contre 51,32 % au niveau départemental et 50,17 % au niveau national.
Au second tour, Nicole Colin et Gilles Sellier (Union de la Droite) sont élus avec 53,87 % des suffrages exprimés et un taux de participation de 49,38 % (5 175 voix pour 10 704 votants et 21 675 inscrits).

#### Élections de juin 2021
Le premier tour des élections départementales de 2021 est marqué par un très faible taux de participation (33,26 % au niveau national). Dans le canton de Nanteuil-le-Haudouin, ce taux de participation est de 32,73 % (7 242 votants sur 22 125 inscrits) contre 32,46 % au niveau départemental. À l'issue de ce premier tour, deux binômes sont en ballottage : Nicole Colin et Gilles Sellier (LR, 44,75 %) et Danielle Ben Bouaziz et Yoann Czykalo (RN, 29,49 %).
Le second tour des élections est marqué une nouvelle fois par une abstention massive équivalente au premier tour. Les taux de participation sont de 34,36 % au niveau national, 32,8 % dans le département et 32,56 % dans le canton de Nanteuil-le-Haudouin. Nicole Colin et Gilles Sellier (LR) sont élus avec 66,59 % des suffrages exprimés (4 430 voix pour 7 209 votants et 22 139 inscrits),,. 

## Composition

### Composition avant 2015

Situation du canton de Nanteuil-le-Haudouin dans le département de l'Oise avant 2015.

Le canton de Nanteuil-le-Haudouin regroupait 19 communes.
| Nom                              | Code Insee | Codepostal | Superficie (km2) | Population (dernière pop. légale) | Densité (hab./km2) |
| -------------------------------- | ---------- | ---------- | ---------------- | --------------------------------- | ------------------ |
| Nanteuil-le-Haudouin (chef-lieu) | 60446      | 60440      | 20,95            | 3 476 (2012)                      | 166                |
| Baron                            | 60047      | 60300      | 21,47            | 789 (2012)                        | 37                 |
| Boissy-Fresnoy                   | 60079      | 60440      | 15,87            | 1 015 (2012)                      | 64                 |
| Borest                           | 60087      | 60300      | 12,78            | 337 (2012)                        | 26                 |
| Chèvreville                      | 60148      | 60440      | 10,34            | 458 (2012)                        | 44                 |
| Ermenonville                     | 60213      | 60950      | 16,49            | 990 (2012)                        | 60                 |
| Ève                              | 60226      | 60330      | 10,43            | 415 (2012)                        | 40                 |
| Fontaine-Chaalis                 | 60241      | 60300      | 33,11            | 374 (2012)                        | 11                 |
| Fresnoy-le-Luat                  | 60261      | 60800      | 11,50            | 504 (2012)                        | 44                 |
| Lagny-le-Sec                     | 60341      | 60330      | 11,23            | 2 026 (2012)                      | 180                |
| Montagny-Sainte-Félicité         | 60413      | 60950      | 5,67             | 406 (2012)                        | 72                 |
| Montlognon                       | 60422      | 60300      | 5,24             | 204 (2012)                        | 39                 |
| Ognes                            | 60473      | 60440      | 6,76             | 277 (2012)                        | 41                 |
| Péroy-les-Gombries               | 60489      | 60440      | 11,21            | 996 (2012)                        | 89                 |
| Le Plessis-Belleville            | 60500      | 60330      | 6,86             | 3 303 (2012)                      | 481                |
| Rosières                         | 60546      | 60440      | 9,27             | 143 (2012)                        | 15                 |
| Silly-le-Long                    | 60619      | 60330      | 11,35            | 1 182 (2012)                      | 104                |
| Ver-sur-Launette                 | 60666      | 60950      | 13,18            | 1 188 (2012)                      | 90                 |
| Versigny                         | 60671      | 60440      | 14,50            | 385 (2012)                        | 27                 |

### Composition à partir de 2015
Le canton de Nanteuil-le-Haudouin est désormais composé de 46 communes.
| Nom                                          | Code Insee | Intercommunalité     | Superficie (km2) | Population (dernière pop. légale) | Densité (hab./km2) | Modifier                                    |
| -------------------------------------------- | ---------- | -------------------- | ---------------- | --------------------------------- | ------------------ | ------------------------------------------- |
| Nanteuil-le-Haudouin (bureau centralisateur) | 60446      | CC du Pays de Valois | 20,95            | 4 274 (2022)                      | 204                | modifier les données · modifier les données |
| Acy-en-Multien                               | 60005      | CC du Pays de Valois | 11,47            | 844 (2022)                        | 74                 | modifier les données · modifier les données |
| Antilly                                      | 60020      | CC du Pays de Valois | 3,64             | 271 (2022)                        | 74                 | modifier les données · modifier les données |
| Autheuil-en-Valois                           | 60031      | CC du Pays de Valois | 9,24             | 259 (2022)                        | 28                 | modifier les données · modifier les données |
| Bargny                                       | 60046      | CC du Pays de Valois | 7,54             | 330 (2022)                        | 44                 | modifier les données · modifier les données |
| Baron                                        | 60047      | CC du Pays de Valois | 21,47            | 740 (2022)                        | 34                 | modifier les données · modifier les données |
| Betz                                         | 60069      | CC du Pays de Valois | 15,39            | 1 118 (2022)                      | 73                 | modifier les données · modifier les données |
| Boissy-Fresnoy                               | 60079      | CC du Pays de Valois | 15,87            | 955 (2022)                        | 60                 | modifier les données · modifier les données |
| Borest                                       | 60087      | CC Senlis Sud Oise   | 12,78            | 356 (2022)                        | 28                 | modifier les données · modifier les données |
| Bouillancy                                   | 60091      | CC du Pays de Valois | 13,59            | 425 (2022)                        | 31                 | modifier les données · modifier les données |
| Boullarre                                    | 60092      | CC du Pays de Valois | 7,58             | 201 (2022)                        | 27                 | modifier les données · modifier les données |
| Boursonne                                    | 60094      | CC du Pays de Valois | 3,44             | 306 (2022)                        | 89                 | modifier les données · modifier les données |
| Brégy                                        | 60101      | CC du Pays de Valois | 13,17            | 638 (2022)                        | 48                 | modifier les données · modifier les données |
| Chèvreville                                  | 60148      | CC du Pays de Valois | 10,34            | 405 (2022)                        | 39                 | modifier les données · modifier les données |
| Cuvergnon                                    | 60190      | CC du Pays de Valois | 7,33             | 315 (2022)                        | 43                 | modifier les données · modifier les données |
| Ermenonville                                 | 60213      | CC du Pays de Valois | 16,49            | 927 (2022)                        | 56                 | modifier les données · modifier les données |
| Étavigny                                     | 60224      | CC du Pays de Valois | 7,17             | 177 (2022)                        | 25                 | modifier les données · modifier les données |
| Ève                                          | 60226      | CC du Pays de Valois | 10,43            | 415 (2022)                        | 40                 | modifier les données · modifier les données |
| Fontaine-Chaalis                             | 60241      | CC Senlis Sud Oise   | 33,11            | 326 (2022)                        | 9,8                | modifier les données · modifier les données |
| Fresnoy-le-Luat                              | 60261      | CC du Pays de Valois | 11,50            | 547 (2022)                        | 48                 | modifier les données · modifier les données |
| Gondreville                                  | 60279      | CC du Pays de Valois | 7,09             | 217 (2022)                        | 31                 | modifier les données · modifier les données |
| Ivors                                        | 60320      | CC du Pays de Valois | 8,35             | 255 (2022)                        | 31                 | modifier les données · modifier les données |
| Lagny-le-Sec                                 | 60341      | CC du Pays de Valois | 11,23            | 2 046 (2022)                      | 182                | modifier les données · modifier les données |
| Lévignen                                     | 60358      | CC du Pays de Valois | 13,90            | 1 014 (2022)                      | 73                 | modifier les données · modifier les données |
| Mareuil-sur-Ourcq                            | 60380      | CC du Pays de Valois | 10,14            | 1 589 (2022)                      | 157                | modifier les données · modifier les données |
| Marolles                                     | 60385      | CC du Pays de Valois | 13,22            | 646 (2022)                        | 49                 | modifier les données · modifier les données |
| Montagny-Sainte-Félicité                     | 60413      | CC du Pays de Valois | 5,67             | 431 (2022)                        | 76                 | modifier les données · modifier les données |
| Montlognon                                   | 60422      | CC Senlis Sud Oise   | 5,24             | 206 (2022)                        | 39                 | modifier les données · modifier les données |
| Neufchelles                                  | 60448      | CC du Pays de Valois | 6,46             | 389 (2022)                        | 60                 | modifier les données · modifier les données |
| Ognes                                        | 60473      | CC du Pays de Valois | 6,76             | 328 (2022)                        | 49                 | modifier les données · modifier les données |
| Ormoy-le-Davien                              | 60478      | CC du Pays de Valois | 3,95             | 371 (2022)                        | 94                 | modifier les données · modifier les données |
| Ormoy-Villers                                | 60479      | CC du Pays de Valois | 10,37            | 795 (2022)                        | 77                 | modifier les données · modifier les données |
| Péroy-les-Gombries                           | 60489      | CC du Pays de Valois | 11,21            | 1 217 (2022)                      | 109                | modifier les données · modifier les données |
| Le Plessis-Belleville                        | 60500      | CC du Pays de Valois | 6,86             | 3 822 (2022)                      | 557                | modifier les données · modifier les données |
| Réez-Fosse-Martin                            | 60527      | CC du Pays de Valois | 7,11             | 142 (2022)                        | 20                 | modifier les données · modifier les données |
| Rosières                                     | 60546      | CC du Pays de Valois | 9,27             | 143 (2022)                        | 15                 | modifier les données · modifier les données |
| Rosoy-en-Multien                             | 60548      | CC du Pays de Valois | 8,49             | 605 (2022)                        | 71                 | modifier les données · modifier les données |
| Rouville                                     | 60552      | CC du Pays de Valois | 7,00             | 250 (2022)                        | 36                 | modifier les données · modifier les données |
| Rouvres-en-Multien                           | 60554      | CC du Pays de Valois | 8,12             | 472 (2022)                        | 58                 | modifier les données · modifier les données |
| Silly-le-Long                                | 60619      | CC du Pays de Valois | 11,35            | 1 206 (2022)                      | 106                | modifier les données · modifier les données |
| Thury-en-Valois                              | 60637      | CC du Pays de Valois | 11,26            | 466 (2022)                        | 41                 | modifier les données · modifier les données |
| Varinfroy                                    | 60656      | CC du Pays de Valois | 2,95             | 268 (2022)                        | 91                 | modifier les données · modifier les données |
| Ver-sur-Launette                             | 60666      | CC du Pays de Valois | 13,18            | 1 155 (2022)                      | 88                 | modifier les données · modifier les données |
| Versigny                                     | 60671      | CC du Pays de Valois | 14,50            | 348 (2022)                        | 24                 | modifier les données · modifier les données |
| La Villeneuve-sous-Thury                     | 60679      | CC du Pays de Valois | 4,32             | 141 (2022)                        | 33                 | modifier les données · modifier les données |
| Villers-Saint-Genest                         | 60683      | CC du Pays de Valois | 9,66             | 388 (2022)                        | 40                 | modifier les données · modifier les données |
| Canton de Nanteuil-le-Haudouin               | 6015       |                      | 480,16           | 32 739 (2022)                     | 68                 | modifier les données                        |

## Démographie

### Démographie avant 2015
| 1962  | 1968  | 1975   | 1982   | 1990   | 1999   | 2006   | 2011   | 2012   |
| ----- | ----- | ------ | ------ | ------ | ------ | ------ | ------ | ------ |
| 9 031 | 9 135 | 10 407 | 12 374 | 15 077 | 16 628 | 17 410 | 18 416 | 18 468 |

### Démographie depuis 2015
En 2022, le canton comptait 32 739 habitants, en évolution de +2,79 % par rapport à 2016 (Oise : +0,87 %, France hors Mayotte : +2,11 %).
| 2013   | 2018   | 2022   |
| ------ | ------ | ------ |
| 31 105 | 32 410 | 32 739 |